# شكال (قيد)

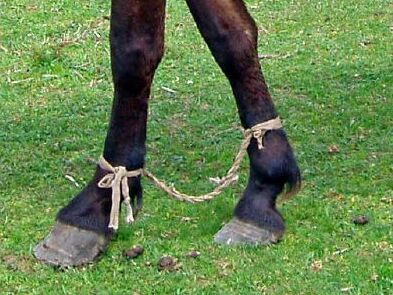
شكال

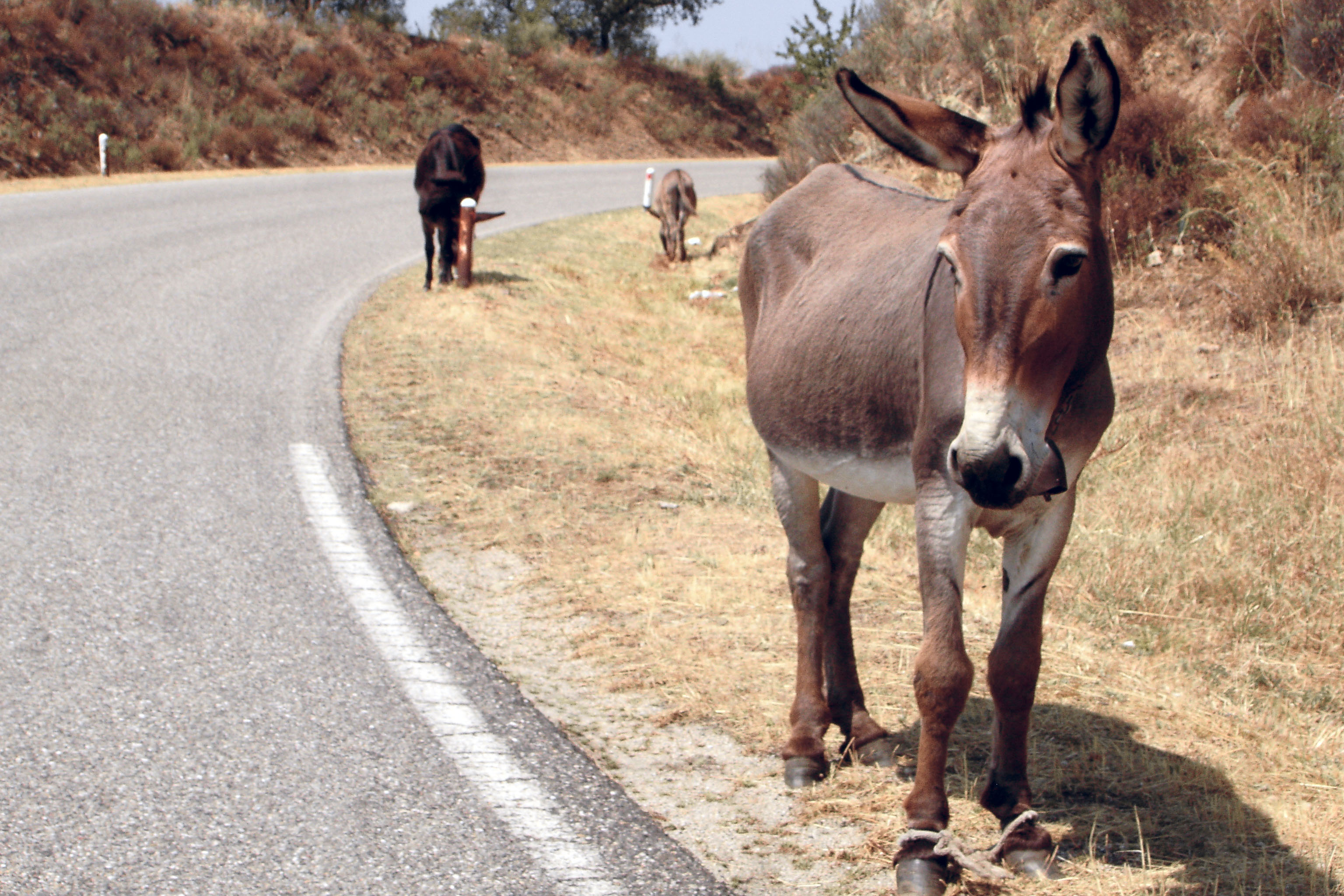
حمار مشكول في سردينيا

الشِّكال (الجمع: شُكُل) هو أداة تستعمل في تقييد أو منع الحيوان من الحركة، عن طريق ربط ساق واحدة أو أكثر. على الرغم من أن الشُكُل تستخدم غالبًا على الخيول، إلا أنها تستخدم أيضًا في بعض الأحيان على الحيوانات الأخرى. على الكلاب، تُستخدم خصوصًا أثناء تدريب الجلب القسري للحد من حركة أقدام الكلب الأمامية عند تدريبه على البقاء ساكنًا. وهي مصنوعة من الجلد أو الحبال أو المواد الصُنْعية مثل النايلون أو النيوبرين. هناك تصميمات مختلفة لتربية الخيول وإلقائها (جعل الفرس أو أي حيوان كبير آخر يستلقي وأرجله تحته) وامتطائها.